# Arthur Range
Arthur Range – pasmo górskie położone na Tasmanii, na terenie South West Wilderness. Łańcuch dzieli się na dwie części – zachodnią i wschodnią. 
Nazwa łańcucha górskiego została nadana przez George’a Augustusa Robinsona, który w marcu 1830 roku wspiął się na Mount Frederick (obecnie Mount Hayes).
Pasmo górskie Arthur zbudowane jest głównie z kwarcytu, występują tu liczne pozostałości polodowcowe m.in. moreny i doliny U-kształtne.
We wschodniej części łańcucha położony jest najwyższy szczyt pasma – Federation Peak (1224 m n.p.m.). Natomiast w zachodniej części występują liczne jeziora polodowcowe m.in. Lake Oberon, Lake Cygnus, Lake Ceres i Square Lake.